# Bartolomeo Cristofori
Bartolomeo di Francesco Cristofori (ur. 4 maja 1655 w Padwie, zm. 27 stycznia 1731 we Florencji) – włoski muzyk i twórca instrumentów muzycznych, uważany za wynalazcę fortepianu.
Od około 1688 r. pracował jako budowniczy klawesynów na dworze Ferdynanda i Kosmy Medicich we Florencji. Chciał on zbudować instrument będący w opozycji do klawesynu, na którym będzie można grać ze zmienną dynamiką (natężeniem) dźwięku.

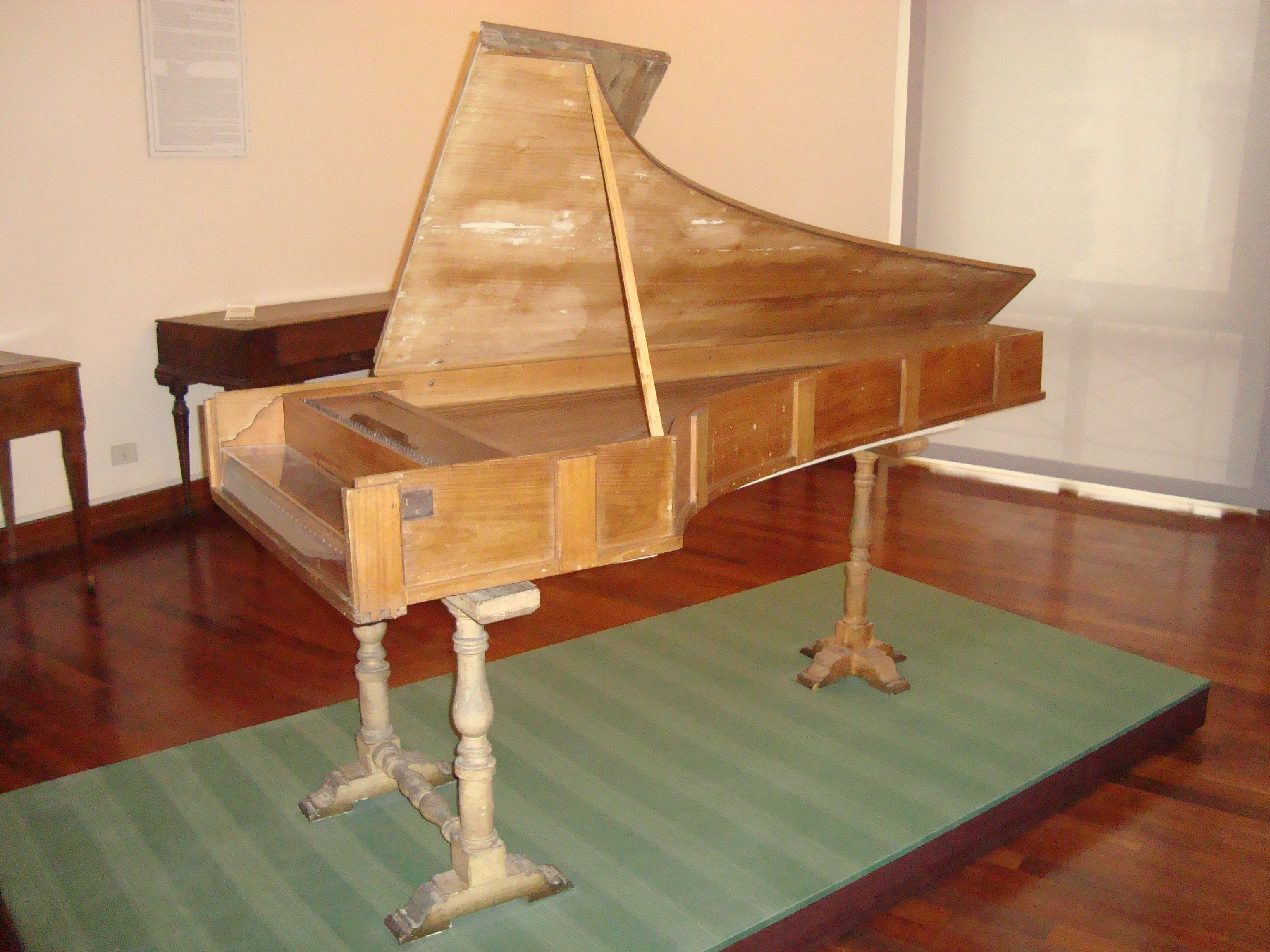
Pianoforte Cristoforiego, prezentowany w Rzymie

Skonstruował on ok. 1700 r. mechanizm młoteczkowy, w który wyposażył jeden ze swoich klawesynów. Na początku jego wynalazek nie został dobrze przyjęty. Pierwsze egzemplarze nie znalazły uznania Jana Sebastiana Bacha ze względu na twardość klawiatury i słabość wysokich tonów. W późniejszych latach Bach zmienił jednak zdanie.
Poeta i krytyk muzyczny, Scipione Maffei, w swoim entuzjastycznym opisie w 1711 r. nazwał instrument Cristoforiego "gravicembalo col piano, e forte". Do naszych czasów zachowały się trzy jego instrumenty zwane pianoforte. Znajdują się one obecnie w:
- Metropolitan Museum of Art w Nowym Jorku (egz. z 1720 r.);
- Museo Nazionale degli Strumenti Musicali w Rzymie (egz. z 1722 r.);
- Museum für Musikinstrumente der Universität Leipzig w Lipsku (egz. z 1726 r.).